# Xerodraba monantha
Xerodraba monantha är en korsblommig växtart som först beskrevs av Ernest Friedrich Gilg och Carl Ernst Otto Kuntze, och fick sitt nu gällande namn av Carl Skottsberg. Xerodraba monantha ingår i släktet Xerodraba och familjen korsblommiga växter. Inga underarter finns listade i Catalogue of Life.